# Manjakatompo
Manjakatompo – gmina na Madagaskarze, w regionie Vakinankaratra, w dystrykcie Ambatolampy. W 2001 roku zamieszkana była przez 6 425 osób. Siedzibę administracyjną stanowi miejscowość Manjakatompo.